# 艾因國際機場
艾因國際機場（阿拉伯语：‎; 拉丁轉寫: Maṭār Al-ʿAyn Ad-Duwalī）是一座位於阿拉伯聯合大公國阿布達比酋長國艾因西北方8海里（15）的機場 ，啟用於1994年3月31日。每周約有14航班，載運乘客約4000人。

## 航空公司及航點
| 航空公司         | 目的地   |
| ---------------- | -------- |
| 印度快運航空     | 科澤科德 |
| 半島航空         | 科威特市 |
| 尼羅河航空       | 開羅     |
| 巴基斯坦國際航空 | 白沙瓦   |

## 意外與事件
- 2011年2月27日，一架八人座的Grumman 21T在起飛後不久墜機，機上4人死亡。[4]